# برايان هيرنانديز
برايان هيرنانديز (بالإنجليزية: Brian Hernandez)‏ هو لاعب كرة قدم أمريكية أمريكي، ولد في 13 أبريل 1984 في فينيكس في الولايات المتحدة.

## وصلات خارجية
- برايان هيرنانديز على موقع JustSportsStats.com (الإنجليزية)